# Commerce (Géorgie)
Pour les articles homonymes, voir Commerce (homonymie).
Commerce est une ville américaine située dans le comté de Jackson, en Géorgie. Selon le recensement de 2020, sa population est de 7 387 habitants.